# Arquebisbat de Morelia
L'Arxidiòcesi de Morelia (castellà: Archidiócesis de Morelia; llatí: Archidioecesis Moreliensis) és una seu de l'Església Catòlica a Mèxic, que pertany a la regió eclesiàstica Don Vasco. El 2004 tenia 2.259.784 batejats sobre una població de 2.378.720 habitants. Actualment està regida per l'arquebisbe cardenal Alberto Suárez Inda.

## Territori
L'arxidiòcesi comprèn part de l'estat mexicà de Michoacán.
La seu arxiepiscopal és la ciutat de Morelia; capital de l'estat, on es troba la catedral del Santíssim Salvador.
El territori s'estén sobre 17.710 km², i està dividit en 218 parròquies.

### Diòcesis sufragànies
- Apatzingán
- Ciudad Lázaro Cárdenas
- Tacámbaro
- Zamora

## Història
Durant els primers mesos de 1526 arribaren al regne de Michoacán els primers missioners, seguint els conquistadors castellans, inicialment es tractava de franciscans, i posteriorment agustins per encarregar-se de l'evangelització de la regió.
Ja al febrer de 1534 l'emperador Carles V expressà la intenció de fer néixer noves diòcesis a Mèxic, entre les quals una al territori de Michoacán, de manera que la butlla d'erecció de la diòcesi emesa pel Papa Pau III es publicà el 8 d'agost de 1536, el nom de la qual era diòcesi de Michoacán. Era la quarta diòcesi creada a Mèxic en orde cronològic.
Originàriament era sufragània de l'arquebisbat de Sevilla, però el 1546 passà a formar part de la província eclesiàstica de l'arquebisbat de Ciutat de Mèxic.
Inicialment la seu de la diòcesi era la ciutat de Michoacán, anomenada en aquella època Tzintzuntzan, però el 1554 va ser traslladada a Pátzcuaro i el 1580 a Valladolid, nom amb què era anomenada Morelia fins al 1828.
Posteriorment cedí no territoris per tal que s'erigissin noves diòcesis:
- el 13 de juliol de 1548 per tal que s'erigís la diòcesi de Guadalajara (avui arxidiòcesi);
- el 15 de desembre de 1777 per tal que s'erigís la diòcesi de Linares o Nou León (avui arquebisbat de Monterrey);
- el 31 d'agost de 1854 per tal que s'erigís la diòcesi de San Luis Potosí (avui arxidiòcesi).

El primer bisbe de la diòcesi, don Vasco de Quiroga, va ser una personalitat molt forta que va deixar una gran empremta en la diòcesi. Llicenciat en dret, va ser enviat a Mèxic el 1531 en qualitat de jutge auditor, el contacte amb els pobles indígenes el va portar a abandonar la professió de jutge per esdevenir sacerdot i dedicar-se completament al seu creixement humà i cristià. Durant el seu episcopat va fer construir la Catedral del Diví Salvador, l'hospital de Santa Marta i moltes escoles per a proporcionar educació als pobles indígenes. També va fundar el seminari de la diòcesi on podia accedir només als que coneixien almenys un dels idiomes parlats pels pobles indígenes. Va morir a l'edat de 95 anys.
La catedral actual va ser construïda el 1660 per iniciativa del desè bisbe Marcos Ramírez de Prado y Ovando. Al bisbe Juan d'Ortega Cano Montañez y Patiño se li deuen en particular les "Ordenances" per les quals els sacerdots i jutges ecclesiasstici havien de prestar més atenció a les necessitats pastorals dels fidels. El mateix bisbe durant un temps, es va traslladar a la Ciutat de Mèxic i va esdevenir virrei de Nova Espanya.
Durant el segle xviii es distingí la figura del bisbe Francisco Antonio de San Miguel Iglesia Cajiga que va construir l'aqüeducte de la ciutat i es distribuí als ciutadans una gran quantitat d'almoines.
Al segle xix, enmig de les moltes lluites i revolucions que van travessar Mèxic, molts bisbes es van comprometre a reduir els efectes sobre la població d'aquestes lluites i per salvaguardar la independència de l'Església dels diferents líders revolucionaris. En aquest període Juan Cayetano José María Gómez de Portugal y Solis va ser el primer bisbe de Mèxic que va ser nomenat cardenal, però el nomenament va arribar un mes després de la seva mort.
El 26 de gener de 1863 la diòcesi va donar porcions del seu territori per a la creació de la diòcesi de Lleó (avui arxidiòcesi), de Querétaro i de Zamora i mentrestant va ser elevada al rang d'arxidiòcesi metropolitana amb el nom d'arxidiòcesi de Michoacán.
El 16 de març d'aquest any, l'arxidiòcesi cedí fins i tot una porció de territori per a la creació de la diòcesi de Chilapa (avui diòcesi de Chilpancingo-Chilapa).
En 1897 va tenir lloc el primer sínode de la diòcesi.
El 26 de juliol de 1913, va l'arxidiòcesi va donar una altra porció del seu territori per a la creació de la diòcesis de Tacámbaro.
El 22 de novembre de 1924 l'arxidiòcesi assumí el seu nom actual.
El 13 de novembre de 1973 i el 3 de gener de 2004 va cedir noves parts del seu territori per a la creació, respectivament, de les diòcesis de Celaya i Irapuato.

## Cronologia episcopal
- Vasco de Quiroga † (18 d'agost de 1536 - 14 de març de 1565 mort)
- Antonio Ruiz de Morales y Molina, O.S.A. † (15 de maig de 1566 - 10 de desembre de 1572 nomenat bisbe de Tlaxcala)
- Juan de Medina Rincón y de la Vega, O.S.A. † (18 de juny de 1574 - 1588 mort)
- Alfonso Guerra, O.P. † (17 de març de 1592 - 18 de juny de 1596 mort)
- Domingo de Ulloa, O.P. † (3 d'abril de 1598 - 1601 mort)
- Andrés de Ubilla, O.P. † (29 de gener de 1603 - maig de 1603 mort)
- Juan Fernández de Rosillo (Rovillo) † (16 de juny de 1603 - 29 d'octubre de 1606 mort)
- Baltazar de Cobarrubias y Muñoz, O.S.A. †(4 de febrer de 1608 - 22 de juliol de 1622 mort)
- Alonso Enríquez de Toledo y Armendáriz, O.M. † (27 de gener de 1624 - 5 de desembre de 1628 mort)
- Francisco de Rivera y Pareja, O.M. † (17 de setembre de 1629 - 5 de setembre de 1637 mort)
- Marcos Ramírez de Prado y Ovando, O.F.M. † (30 de maig de 1639 - 15 de desembre de 1666 nomenat arquebisbe de Mèxic)
- Payo Enríquez de Rivera Manrique, O.S.A. † (16 de gener de 1668 - 17 de setembre de 1668 nomenat arquebisbe de Mèxic)
- Francisco Antonio Sarmiento de Luna Enríquez, O.S.A. † (12 de desembre de 1668 - 25 de setembre de 1673 nomenat bisbe d'Almería)
- Francisco Verdín y Molina † (27 de novembre de 1673 - 29 d'abril de 1675 mort)
- Francisco de Aguiar y Seijas y Ulloa † (20 d'agost de 1677 - 1680 nomenat arquebisbe de Mèxic)
- Antonio de Monroy, O.P. † (1680 - 1680 renuncià)
- Juan de Ortega Cano Montáñez y Patiño † (8 de juny de 1682 - 1699 nomenat arquebisbe de Mèxic)
- García Felipe de Legazpi y Velasco Altamirano y Albornoz † (5 de març de 1700 - 30 de maig de 1704 nomenat bisbe de Tlaxcala)
- Manuel de Escalante Colombres y Mendoza † (31 de maig de 1704 - 15 de maig de 1708 mort)
- Felipe Ignacio Trujillo y Guerrero † (1713 - 6 de febrer de 1721 mort)
- Francisco de la Cuesta, O.S.H. † (23 de setembre de 1723 - 30 de maig de 1724 mort)
- Juan José de Escalona y Calatayud † (15 de novembre de 1728 - 23 de maig de 1737 mort)
- José Félix Valverde † (24 de novembre de 1738 - 23 de febrer de 1741 mort)
- Francisco Pablo Matos Coronado † (2 de gener de 1741 - 26 d'abril de 1744 mort)
- Martín de Elizacoechea † (8 de març de 1745 - 19 de novembre de 1756 mort)
- Pedro Anselmo Sánchez de Tagle † (26 de setembre de 1757 - 27 de maig de 1772 mort)
- Luis Fernando de Hoyos y Mier † (1773- 7 de maig de 1776 mort)
- Juan Ignacio de la Rocha † (1777 - 3 de febrer de 1782 mort)
- Francisco Antonio de San Miguel Iglesia Cajiga, O.S.H. † (15 de desembre de 1783 - 18 de juny de 1804 mort)
- Marcos de Moriana y Zafrilla † (26 de juny de 1805 - 27 de juliol de 1809 mort)
  - Manuel José Abad y Queipo † (1811 - 1811 renuncià) (bisbe electe)
- Juan Cayetano José María Gómez de Portugal y Solis † (28 de febrer de 1831 - 4 d'abril de 1850 mort)
- Clemente de Jesús Munguía y Núñez † (3 d'octubre de 1850 - 14 de desembre de 1868 mort)
- José Ignacio Árciga Ruiz de Chávez † (21 de desembre de 1868 - 7 de gener de 1900 mort)
- Atenógenes Silva y Álvarez Tostado † (21 d'agost de 1900 - 26 de febrer de 1911 mort)
- Leopoldo Ruiz y Flóres † (27 de novembre de 1911 - 12 de desembre de 1941 mort)
- Luis María Altamirano y Bulnes † (12 de desembre de 1941 - 7 de febrer de 1970 mort)
- Manuel Martín del Campo Padilla † (7 de febrer de 1970 - 6 d'abril de 1972 mort)
- Estanislao Alcaraz y Figueroa † (3 de juliol de 1972 - 20 de gener de 1995 jubilat)
- Alberto Suárez Inda, des del 20 de gener de 1995

## Estadístiques
A finals del 2004, l'arxidiòcesi tenia 2.259.784 batejats sobre una població de 2.378.720 persones, equivalent al 95,0% del total.
| any  | població  | població  | població | sacerdots | sacerdots       | sacerdots       | sacerdots             | diàques | religiosos | religiosos | parroquies |
| ---- | --------- | --------- | -------- | --------- | --------------- | --------------- | --------------------- | ------- | ---------- | ---------- | ---------- |
| any  | batejats  | total     | %        | total     | clergat secular | clergat regular | batejats por sacerdot | diàques | homes      | dones      |            |
| 1966 | 1.835.000 | 1.850.000 | 99,2     | 509       | 394             | 115             | 3.605                 |         | 143        | 1.185      | 105        |
| 1970 | 1.800.000 | 1.825.000 | 98,6     | 507       | 392             | 115             | 3.550                 |         | 125        | 1.272      | 141        |
| 1976 | 1.660.000 | 1.700.000 | 97,6     | 503       | 404             | 99              | 3.300                 |         | 122        | 825        | 177        |
| 1980 | 1.819.000 | 1.860.000 | 97,8     | 468       | 358             | 110             | 3.886                 |         | 132        | 820        | 195        |
| 1990 | 2.295.000 | 2.342.000 | 98,0     | 523       | 403             | 120             | 4.388                 |         | 151        | 1.070      | 205        |
| 1999 | 2.850.000 | 3.000.000 | 95,0     | 580       | 468             | 112             | 4.913                 |         | 245        | 1.100      | 242        |
| 2000 | 2.850.000 | 3.000.000 | 95,0     | 616       | 484             | 132             | 4.626                 |         | 245        | 1.100      | 247        |
| 2001 | 2.948.000 | 3.100.000 | 95,1     | 611       | 479             | 132             | 4.824                 |         | 245        | 1.107      | 251        |
| 2002 | 2.825.654 | 3.006.014 | 94,0     | 609       | 482             | 127             | 4.639                 |         | 245        | 1.107      | 253        |
| 2003 | 2.836.719 | 3.006.014 | 94,4     | 589       | 461             | 128             | 4.816                 |         | 202        | 1.121      | 255        |
| 2004 | 2.259.784 | 2.378.720 | 95,0     | 513       | 395             | 118             | 4.405                 | 8       | 187        | 1.067      | 218        |